# Tequila (televisieprogramma)
Tequila is een humoristisch televisieprogramma dat door BNN in november 2006 voor het eerst werd uitgezonden. Het idee voor Tequila was afkomstig van Dom Joly's Trigger Happy TV uit het Verenigd Koninkrijk. Veel grappen uit Tequila zijn een kopie van de originele Engelse versie. In België is het programma ook bekend als Tragger Hippy, uitgezonden door 2BE.
Tequila is een verborgencameraprogramma, zoals programma's als Candid Camera, Bananasplit en Jackass.
In de eerste twee seizoenen van het programma spelen Edo Brunner Tina de Bruin, Roué Verveer en Arie Koomen een hoofdrol. De tweede serie begon op 21 september 2007.
In het derde seizoen, dat begon op 7 november 2008, werd Roué Verveer vervangen door Dara Faizi en Steyn de Leeuwe, beiden bekend van De Nieuwste Show. In 2009 maakte actrice Tina de Bruin bekend dat er geen vervolg op Tequila zou komen.
De intromuziek is het nummer Tequila van The Champs.
3 op Reis ·
Afkicken ·
De allerslechtste echtgenoot van Nederland ·
Atletico Ananas ·
AVRO's Sterrenslag ·
Baby te huur ·
De Badgasten ·
De beste ·
Bitches ·
Bloed, Zweet en Luxeproblemen ·
Break Free · 
Cash Cab ·
Comedy Live ·
Costa! ·
Crazy 88 ·
Dennis en Valerio vs de rest ·
Dennis vs Valerio ·
Doe Maar Normaal ·
Egoland ·
Feuten ·
Finals ·
Floortje en de ambassadeurs · 
Floortje naar het einde van de wereld ·
Get Smarter in a Week ·
Golden Oldies ·
De Grote Donorshow ·
Hey DJ ·
Je zal het maar hebben ·
Je zal het maar zijn ·
Kannibalen ·
Katja vs Bridget ·
Katja vs De Rest ·
Kebab TV ·
De Klimaatpolitie ·
Lama gezocht ·
De Lama's ·
Lijst 0 ·
Loverboys ·
MaDiWoDoVrijdagshow ·
De Man met de Hamer ·
Mystery Party ·
De Nationale Eettest ·
De Nationale IQ Test ·
Neuken doe je zo! ·
De Nieuwste Show ·
Nu we er toch zijn ·
Onderweg naar Morgen ·
Over Mijn Lijk ·
Ranking the Stars ·
Rat van Fortuin ·
Ruben vs Geraldine ·
Ruben vs Katja ·
Ruben vs Sophie ·
Het schnitzelparadijs ·
De School ·
De slechtste chauffeur van Nederland ·
Sluipschutters ·
Smeris ·
De Social Club ·
Spuiten en Slikken ·
De Stalkshow ·
StartUp ·
Sterretje Gezocht ·
Stop in the Name of Love ·
Tessa ·
Tequila ·
Top of the Pops ·
Try Before You Die ·
Van God Los ·
Vier handen op één buik ·
VOC ·
Vrijdag op Maandag ·
Waar kan ik je 's nachts voor wakker maken? ·
Walhalla ·
Weg met BNN ·
De Zeven Zeeën